# ガチャガチャ (漫画)
『ガチャガチャ』は、玉越博幸作の少年漫画。『週刊少年マガジン』（講談社）から『マガジンSPECIAL』（同）に移籍し、2007年10月まで連載された。単行本は2007年12月時点で16巻まで出版されている（第一部完という形で終えているが、単行本などでも以下続刊とされている）。なお、『週刊少年マガジン』版（単行本1 - 5巻収録）と『マガジンSPECIAL』版（単行本6巻以降収録）では内容、登場人物が異なる。また、背表紙の色も1-5巻は赤、6巻以降は青である。

## あらすじ
週刊少年マガジン版（単行本1 - 5巻収録）
南場コウヘイと花園クララは幼馴染だがいつも喧嘩ばかり。そんなある日、クララの様子がおかしくなっていく。
マガジンSPECIAL版（単行本6巻以降収録）
最新ゲーム機「GACHA ×2」の暴走により、くしゃみをすることで少女に変身する体質となった初芝晃を主人公に同級生の桜庭ユリカやその妹杏樹との恋模様を描くラブコメディ。『週刊少年マガジン』版の数年後の世界であり、終盤にはクララと玲音奈も登場する。

## 登場人物

### 『週刊少年マガジン』版からの登場人物
南場コウヘイ（なんば コウヘイ）
主人公。平凡な高校生。牛丼が大好物。クララとはよく喧嘩するが、次第にクララに好意を抱いていき、終盤でクララを元に戻そうとするが、今度は彼の体内に複数のAIが侵入してしまう。
花園クララ（はなぞの クララ）
ツンデレの美少女。夏休み中にバーチャルゲーム「GACHA ×2」の披験体をしたせいで、複数のAIが体内に侵入し多重人格となってしまう。『マガジンSPECIAL』版の終盤では「GACHA ×2」の開発主任になっている。
アリサ
クララの別人格AI。エッチな性格で、コウヘイを誘惑する。
アリス
クララの別人格AI。自分のことを中学2年生と言い、コウヘイを先生と呼ぶ。エッチなことに興味を持つ。
リン
クララの別人格AI。18歳の空手家という設定。クララ以上に暴力を振るう。
ニャー
クララの別人格AI。髪の毛がネコミミのように逆立ちし、ネコそのものの行動となる。
アヤメ
ORIGINAL4の一人。くの一。変装が得意。
キリコ
ORIGINAL4の一人。大阪弁で喋る。
蘭々（らんらん）
ORIGINAL4の一人。酔拳の使い手で酒豪。
01（ぜろわん）
ORIGINAL4の一人。クララの完全コピーAIで、彼女に成り代わろうとする。
花園花梨（はなぞの かりん）
クララの母。アメリカ系ゲーム会社「Rose」の開発主任で、「GACHA ×2」の製作者。
玲音奈・グレース・常磐（れおな・グレース・ときわ）
コウヘイたちのクラスに転校してきた美少女。花梨と同じ「Rose」の社員の娘で、花園家にホームステイする。クララからAIを除去しようとするが失敗し、ORIGINAL4を覚醒させてしまう。滞在期間が経過したので帰国するが、後にクララを助けるべく再び来日。『マガジンSPECIAL』版では「GACHA ×2」のデータベース主任になっている。

### 『マガジンSPECIAL』版の登場人物
初芝晃（はつしば あきら）
主人公。「GACHA ×2」の暴走によって、くしゃみをすると女に変身する体質になってしまった男子高校生。当初は変身能力を生かしてユリカらに接触するだけであったが、やがて男の姿でも彼女に接近していくことになる。
アキラよりも大人アキラ（仮）の方に興味津々な点などから、巨乳好きだと思われる。
アキラ
晃がくしゃみをすることで女の子に変身した姿。ユリカに名前を問われた際にとっさに「アキラ」と名乗ってしまい、以後それを通している（当初は晃とユリカとの接点が少なかったことや、ユリカに「初芝君」と名字で呼ばれることが多かったため、疑問に思われなかった）。
体型は小柄で、晃の面影は全くといっていいほど残っていない。変身しても服装までは変化しないため、急に変身して服がブカブカになったままでユリカらと会うことが多い（反対に女性の服装を身に着けたまま男に戻ってしまうこともある）。
その外見は文句なしの美少女（GACHA ×2に出てきたナビゲーター役の女の子に酷似している）。身体の凹凸が少ないことに晃自身は不満があるようだが、小柄な体格とあわせて将来性をうかがわせる程度にはある。ユリカらからは妹のように扱われている。
性格そのものは晃のままであるため、しばしば、男気溢れる言動が飛び出すことがある。また、本来は男であるために裸を無防備に晒してしまうことなどもある。外見のみならずそういった点が魅力的であるのか、男女問わず人気が高い。
正体がばれることについての制約はなく、本編中でも故意・不本意を問わず正体をばれてしまったことが多い。
学園ものとして学校が舞台となることが多々あるが、アキラの姿で女子制服を着ているシーンは本編にはない（単行本カバーなどでいくつか描かれている程度。晃が男子制服を着た状態でアキラになったことはある）。
身長152cm、3サイズは上から79-54-79。
大人アキラ（仮）
晃がアキラの姿で苦手としている納豆を食べることで変身する、第二の姿。外見はアキラをそのまま成長させた感じ。アキラの身体には興味が薄かった晃も、こちらの身体には興味津々だった。
「モデルのよう」と評価されるほどの見事なスタイルを持ち、この姿を見た男性陣の多くは思わず見惚れてしまうほど。
アキラほどの出番はなく、この姿でメインキャラクターたちと会話を交わしたことはなく、アキラのような偽名（発音は一緒だが）も無い。
桜庭ユリカ（さくらば ユリカ）
晃の憧れの同級生で叔父が経営するコーヒーショップで働いている。
スタイル抜群で、勉強やスポーツもそつなくこなす万能ヒロイン。少々天然なところがあり、転んだり胸元を開いたりといったサービスシーンが本作の売りでもある。
甘いものが大好きで、余りもののケーキを1ホールまるまる平らげてしまうほど。しかしその栄養分は全て胸にいってしまっているようだ（彼女自身は太ったと思っているが）。
最初はアキラに変身した晃と接することが多かったが、次第に晃に好意を持つようになる。
身長170cm、3サイズは上から87-59-83と、第2話の表紙に記載されているが、まだまだ成長中のようであり、第3話ではバストは早くも90cmを突破している。
桜庭杏樹（さくらば あんじゅ）
ユリカの妹。
格闘技が見るのもするのも好き。当初は男っぽい格好をしており、晃は最初は男だと思い込んでいた（実際、美少年風に描かれており、女と判明する前と判明した後ではタッチが異なっていた）。胸が小さいことを気にしている。
お尻を見られたことなどをきっかけに晃のことを多少意識しており、ユリカ以上に気にかけている部分があった。後に自分の恋心を認識し、ユリカに対して宣戦布告を行うことに。
春菜ゆん
晃達の同級生で庶民派タイプの少女。家は中華料理屋を営んでおり、絵が好き。
実は晃とは小学校の同級生でもあり、密かに「いっしょにいると楽しい」という想いを抱いている。
胸が小さいことや足が太いことをコンプレックスにしているが、ユリカたちの目から見れば十分グラマーな体型をしている。
モモコ＆椿
ユリカの友人。モモコは黒い髪のストレートで、椿はショートヘアで眼鏡をしている。
ノリの良い性格で、アキラやユリカをおもちゃにしている。杏樹が登場した頃から出番が減った。
なお、作中の言動からモモコは非処女の模様。
菊地正宗（きくち まさむね）
晃の親友で大富豪の息子。アキラのことが大好き。
森ノ院ミツバ
菊池の許嫁で、同じく大富豪の令嬢。胸のサイズはユリカ以上。菊池一筋だが、菊池には好かれていない模様。
桜庭蘭（さくらば らん）
ユリカと杏樹の母親。二児の母とは思えないほどのスタイルの良さを誇る。晃とアキラが同一人物であることを知る数少ない人物。
藤原忍（ふじわら しのぶ）
晃らと同じクラスで、今時珍しい番長タイプ。アキラに惚れており、デートをしたこともある。